# Tárik Azíz
Tárik Azíz (arabsky طارق عزيز‎), původním jménem Míkaél Júhannán (syrsky ܡܝܟܐܝܠ ܝܘܚܢܢ‎; 28. dubna 1936 Til Kaíf – 5. června 2015 Násiríja), byl irácký premiér v letech 1979–2003 a ministr zahraničí v letech 1983–1991. Patřil k blízkým spolupracovníkům Saddáma Husajna a vzhledem k jeho častým výjezdům do zahraničí a kontaktům s cizími státníky i mezinárodními organizacemi se při pohledu zvenčí jevil jako jeden ze „symbolů režimu“, jak jej nazývala západní média. Byl jediným křesťanem v tehdejším iráckém vedení.

## Život
Azíz pocházel z rolnické křesťanské rodiny, žijící nedaleko Mosulu na severu země. Byl asyrského původu. Dostal při křtu typické chaldejské jméno Michael Jan, později si jej však změnil na arabsko-muslimské Tárik Azíz, což v překladu znamená „Slavná minulost“. Na Bagdádské univerzitě vystudoval angličtinu a anglickou literaturu. Během studií se stal členem tehdy ilegální politické strany Baas (Strany arabské obrody). Po získání doktorátu v roce 1958 se stal redaktorem stranického listu Al-Džumhúríja.

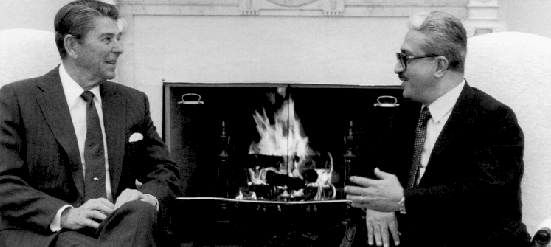
Na oficiálním setkání s americkým prezidentem Reaganem při příležitosti obnovení diplomatických vztahů (listopad 1984)

V roce 1980 přežil pokus o atentát, spachaný šíitskou odbojovou skupinou krytou Íránem. Vlastního syna pojmenoval Azíz na počest svého oblíbeného vůdce Saddám. Po invazi USA do Iráku se Azíz, jeden z 55 nejhledanějších osob, 24. dubna 2003 Američanům vzdal.
V roce 2009 byl odsouzen k několikaletému vězení. Záhy však byl obviněn z dalších zločinů, zejména z podílu na vládní politice přesídlování Kurdů a potlačování šíitských islámských stran, ačkoliv konkrétní důkazy o jeho odpovědnosti nebyly nikdy soudy uvedeny. 26. října 2010 byl odsouzen k trestu smrti, což vyvolalo protesty iráckých biskupů, Vatikánu, OSN, Evropské unie, Amnesty International i několika zahraničních vlád. Důvody protestů byly dva: jednak obecný odpor tzv. mezinárodního společenství k trestu smrti jako takovému, a jednak zjevná vykonstruovanost obvinění a stranickost (šíitských) soudů. Poprava se nakonec pro odpor prezidenta Džalála Talabáního neuskutečnila (byť sám odsouzený o ni žádal, aby tak zkrátil své duševní i zdravotní utrpení) a Azíz zemřel ve vězení v roce 2015 ve věku 79 let.